# Joe Gill
Joseph P. Gill, dit Joe Gill (né le 13 juillet 1919 à Scranton et mort le 17 décembre 2006 à Seymour) est un scénariste de comic book américain. Extrêmement prolifique, il travaille pour Charlton Comics à partir du début des années 1950. Il est quasiment le seul scénariste de l'éditeur et écrit des histoires dans tous les genres : romance comics, comics d'horreur, policier, western, etc. Si sa capacité d'écriture lui permet de produire un nombre important de scénarios (il écrit souvent une centaine de pages par semaine), la qualité des histoires en pâtit. Il crée aussi pour Charlton les super-héros Captain Atom (1960), Judomaster (1965) et Peacemaker (1966).
En 2020, le prix Bill-Finger lui est attribué à titre posthume.